# 天主教里耶卡總教區
天主教里耶卡總教區（拉丁語：Archidioecesis Fluminensis）是羅馬天主教以克羅地亞西北部里耶卡為中心的一個教省總教區。下轄三個教區。
2004年有教友213,650人，佔轄區總人口80.1%。教區下轄九十個堂區，有一百零七名司鐸。現任總主教為若望·德夫契奇。
1920年4月30日設宗座署理區。首任宗座署理為教廷首任駐華代表剛恆毅。1925年4月25日升為教區，1969年7月27日升為里耶卡-塞尼總教區。2005年5月25日易名至今。